# Rachias caudatus
Rachias caudatus là một loài nhện trong họ Nemesiidae.
Rachias caudatus được miêu tả năm 1939 bởi Piza.